# Assiculus punctatus
Assiculus punctatus är en fiskart som beskrevs av Richardson, 1846. Assiculus punctatus ingår i släktet Assiculus och familjen Pseudochromidae. Inga underarter finns listade.